# Metronom (film)
Metronom este un film dramatic românesc din 2022. Regia și scenariul îi aparțin lui Alexandru Belc. Rolurile principale au fost interpretate de actorii Șerban Lazarovici și Mara Bugarin.

## Rezumat
Acțiunea se petrece în anul 1972, în timp ce Ilie Năstase și Ion Țiriac jucau finala Cupei Davis, contra echipei Statelor Unite. În paralel, doi liceeni care se iubesc scriu scrisori la emisunea Metronom de la Radio Europa Liberă, emisiune considerată unul dintre cele mai importante simboluri al rezistenței anti-comuniste prin muzică. Ulterior, familia băiatului primește aprobarea să plece definitiv din țară, iar cei doi tineri știu că trebuie să se despartă, dar aceste ultime zile împreună devin hotărâtoare pentru restul vieților lor.

## Distribuție
- Șerban Lazarovici în rolul Sorin.
- Mara Bugarin în rolul Ana.
- Vlad Ivanov în rolul Biriș.
- Mihai Călin în rolul Tata.
- Andreea Bibiri în rolul Mama.

## Lansare
Filmul a avut premiera cinematografică la 24 mai 2022, la Festivalul de film de la Cannes unde a primit premiul de regie în secțiunea Un Certain Regard. Ulterior, filmul a intrat în cinematografele din România în noiembrie 2022.

## Premii
La Festivalul de film de la Cannes, ediția 2022, Alexandru Belc a primit premiul pentru regie la secțiunea Un Certain Regard. La premiile Gopo, filmul a primit 11 nominalizări, cele mai multe dintre toate filmele nominalizate.

## Recepție critică
Premiera națională a filmului a avut loc la Festivalul Internațional de Film Transilvania, unde aproape 4 000 de spectatori au aclamat pelicula. Metronom a fost apreciat deopotrivă de public și presa de specialitate: „un film sublim de frumos” exclamau cei de la The Upcoming, în timp ce Variety titrează „un omagiu adus acestei generații de români”. Hollywood Elsewhere consideră filmul „o dramă politică aproape perfectă”, iar Disappointment Media asigură că „nu e un film pe care să-l uiți prea curând”.